# Jan Rajnoch
Jan Rajnoch (Frýdlant, 30 settembre 1981) è un calciatore ceco, difensore del Motorlet Praga.

## Biografia
Jan Rajnoch nato nella Repubblica Ceca e ha intrapreso la carriera calcistica sin da giovane, entrando nel settore giovanile dello Sparta Praga all'inizio degli anni Novanta. Difensore centrale di ruolo, è alto 186 cm per 77 kg e ha giocato prevalentemente con il piede destro. Ha sviluppato la sua carriera professionistica tra Repubblica Ceca, Germania e Turchia, distinguendosi per la sua versatilità difensiva e per un'insolita propensione al gol per il suo ruolo.

## Carriera
Ha iniziato la sua formazione calcistica nelle giovanili dello Sparta Praga, dove ha militato dal 1991 al 2001. Successivamente è stato aggregato alla prima squadra, ma nella stagione 2001-2002 non è sceso in campo in incontri ufficiali. Nello stesso periodo è stato ceduto in prestito al FK Mladá Boleslav, con cui ha collezionato 19 presenze e realizzato 2 gol. 
Nel 2002 è tornato brevemente allo Sparta Praga B, disputando 3 partite, per poi trasferirsi in prestito allo SC Xaverov, con cui ha giocato 3 incontri. Sempre nel 2002 si è unito al Bohemians 1905, squadra con la quale ha disputato due stagioni, mettendo a segno 9 reti in 25 partite.
Dal 2004 al 2006 ha vestito la maglia del 1. FC Slovácko, totalizzando 76 presenze e 3 gol. Successivamente è tornato al FK Mladá Boleslav, dove è rimasto per tre stagioni, distinguendosi per la sua vena realizzativa con 19 gol in 82 presenze. 
Nel 2009 ha avuto un’esperienza in Germania con il FC Energie Cottbus, con cui ha giocato 10 partite. Nel 2010 si è trasferito in Turchia, prima al MKE Ankaragücü, dove ha disputato 54 partite e segnato 5 reti, e poi al Sivasspor, con 40 presenze e 4 gol nella stagione 2012-2013.
Nel campionato 2013-2014 ha indossato la maglia dell’Adana Demirspor, scendendo in campo 16 volte e segnando una rete. Nel 2014 è tornato in patria firmando per il FC Slovan Liberec, con cui ha collezionato 13 presenze e un gol. 
Tra il 2014 e il 2016 ha giocato per il SK Sigma Olomouc, disputando 37 incontri, ai quali si aggiungono 11 presenze con la squadra riserve, SK Sigma Olomouc B. Dal 2016 milita nel FK Motorlet Praha, club ceco delle serie inferiori, anche se le statistiche ufficiali sul numero di presenze e gol non sono disponibili.

### Nazionale
Ha fatto parte della Nazionale di calcio della Repubblica Ceca tra il 2008 e il 2011, totalizzando 15 presenze. Pur non avendo mai segnato, ha rappresentato una presenza affidabile nel reparto difensivo della selezione ceca in varie gare amichevoli e di qualificazione.

## Caratteristiche tecniche
Difensore centrale strutturato fisicamente (186 cm per 77 kg), si è distinto per l’efficacia nel gioco aereo e per la solidità in marcatura. Dotato di buon senso della posizione, è stato spesso impiegato anche in occasione dei calci piazzati, riuscendo a segnare un numero consistente di reti per il suo ruolo, specialmente durante la sua esperienza al Mladá Boleslav. La sua carriera internazionale gli ha permesso di adattarsi a contesti tattici diversi, maturando esperienza nei campionati ceco, tedesco e turco.